# Bojna puška
Bojna puška (tudi glavna bojna puška) je vojaško dolgocevno orožje, ki uporablja močne puškovne naboje (npr. .303 britanski, 7,92x57 Mauser, 7,62x54 R ali 7,62x51 NATO).

## Splošno
Bojna puška je lahko polavtomatska ali zmožna selektivnega streljanja. Zasnovana je, da lahko zadane tarče nad oddaljenostjo 500 m z individualnim streljanjem. Zaradi uporabe močnega naboja nekatere bojne puške niso avtomatske, saj bi streljanje povzročilo prevelik odsun, ki bi zmanjšal natančnost streljanja. Bojna puška je zastarelo orožje, saj so jurišne puške prevzele njihovo vlogo.

## Razvoj
V puškarski srenji velja reklo o razvoju vojaških pušk:
- Prva faza: Repetirke
- Druga faza: Polavtomatske puške
- Tretja faza: Bojne puške
- Četrta faza: Jurišne puške

## Seznam
- seznam bojnih pušk